# Золотарник гигантский
Золота́рник гига́нтский, также золота́я ро́зга гига́нтская (лат. Solidágo gigantéa), — вид двудольных цветковых растений, относящийся к роду Золотарник (Solidago) семейства Астровые, или Сложноцветные (Asteraceae).
Высокое растение с многочисленными стеблями до 2 м и более высотой, несущими метельчатые соцветия из множества ярко-жёлтых корзинок.
Распространённое в восточной половине Северной Америки и до конца XIX века изредка культивировавшееся в садах Европы в качестве декоративного, впоследствии растение начало стремительно распространяться в этой части света, став активным инвазивным видом.

## Название

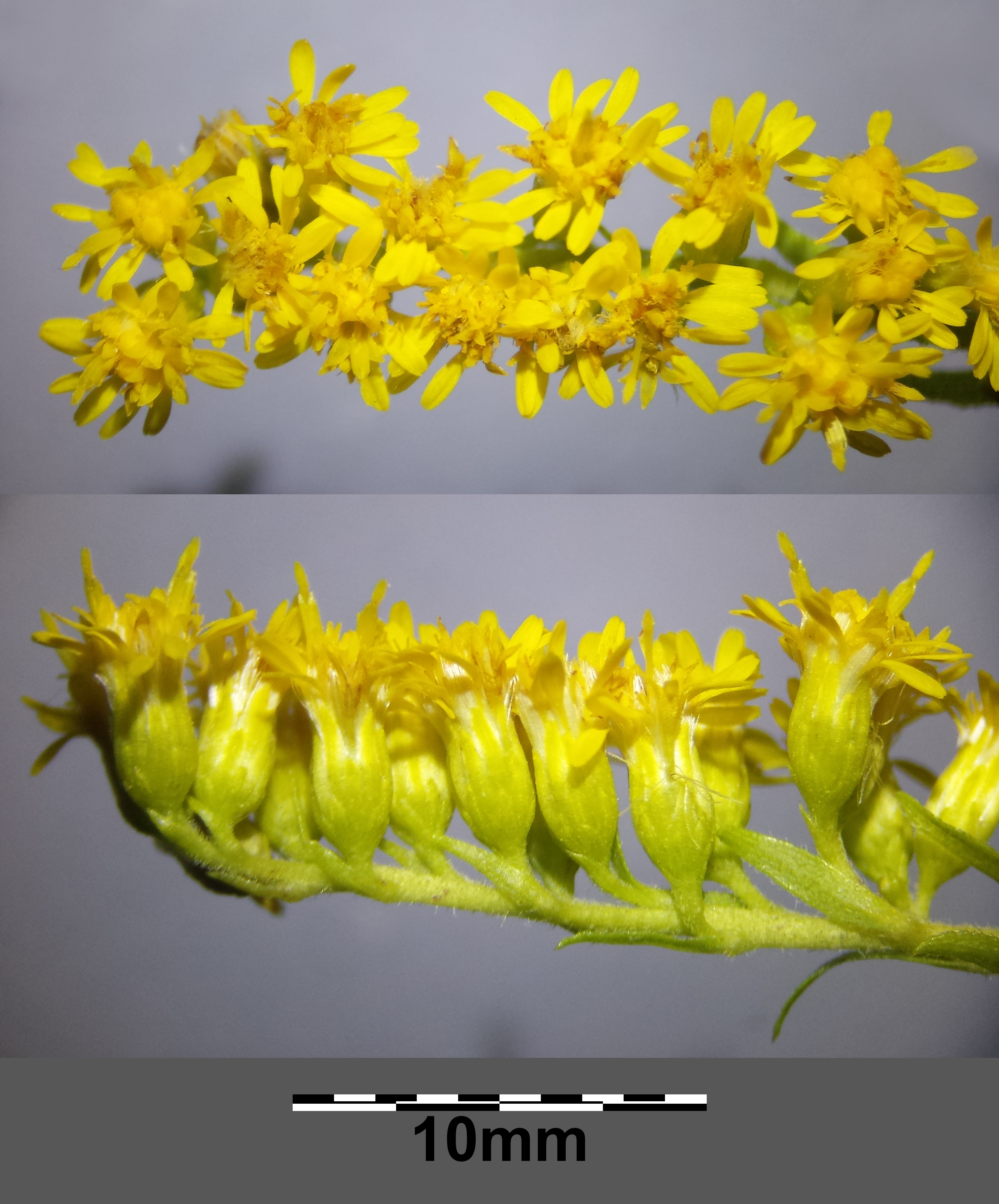
Корзинки золотарника

Научное название рода Solidago образовано от лат. solidare — «заживлять», «укреплять», «лечить» (или solidus — «крепкий», «плотный»), и agere — «побуждать к действию», «делать», что связано с лекарственными свойствами золотарника обыкновенного (Solidago virgaurea). Русскоязычное «золотарник» — от прилагательного «золотой», по золотисто-жёлтым корзинкам цветков. «Золотая розга», а также англ. golden-rod, нем. Goldrute — переводы лат. virgaurea (virga — «розга», «прут», aurea — «золотистая»), названия, использованного для обозначения золотарника обыкновенного Каспаром Баугином и, в качестве видового эпитета, Карлом Линнеем. Это название связано с жёсткими прутьевидными стеблями растения и окраской корзинок.
Видовой эпитет giganteus — «гигантский» — дан по большому размеру растений и крупным соцветиям.
В русскоязычной ботанической литературе для растения используются названия «золотарник гигантский», реже — «золотая розга гигантская», иногда, если в качестве латинского названия принято Solidago serotinoides, — «золотарник поздний».

## Ботаническое описание
Крупное многолетнее травянистое растение, согласно системе жизненных форм Раункиера — гемикриптофит. Образует длинные плагиотропные ползучие корневища до 90 см длиной и до 1 см толщиной, обыкновенно окрашенные в фиолетовые или красноватые тона. На корневищах образуются многочисленные почки, плотность расположения которых может достигать 22 на 10 см корневища. Корни многочисленны по всей длине корневища. Стебли в среднем 50—200 см (иногда 30—280 см) высотой, 5—11 мм толщиной, по 1—20 и более на корневище, прямостоячие, разветвлённые только в соцветии, голые или несколько опушённые в соцветии, часто с фиолетовым оттенком и сизоватым налётом, отчего кажутся голубоватыми.

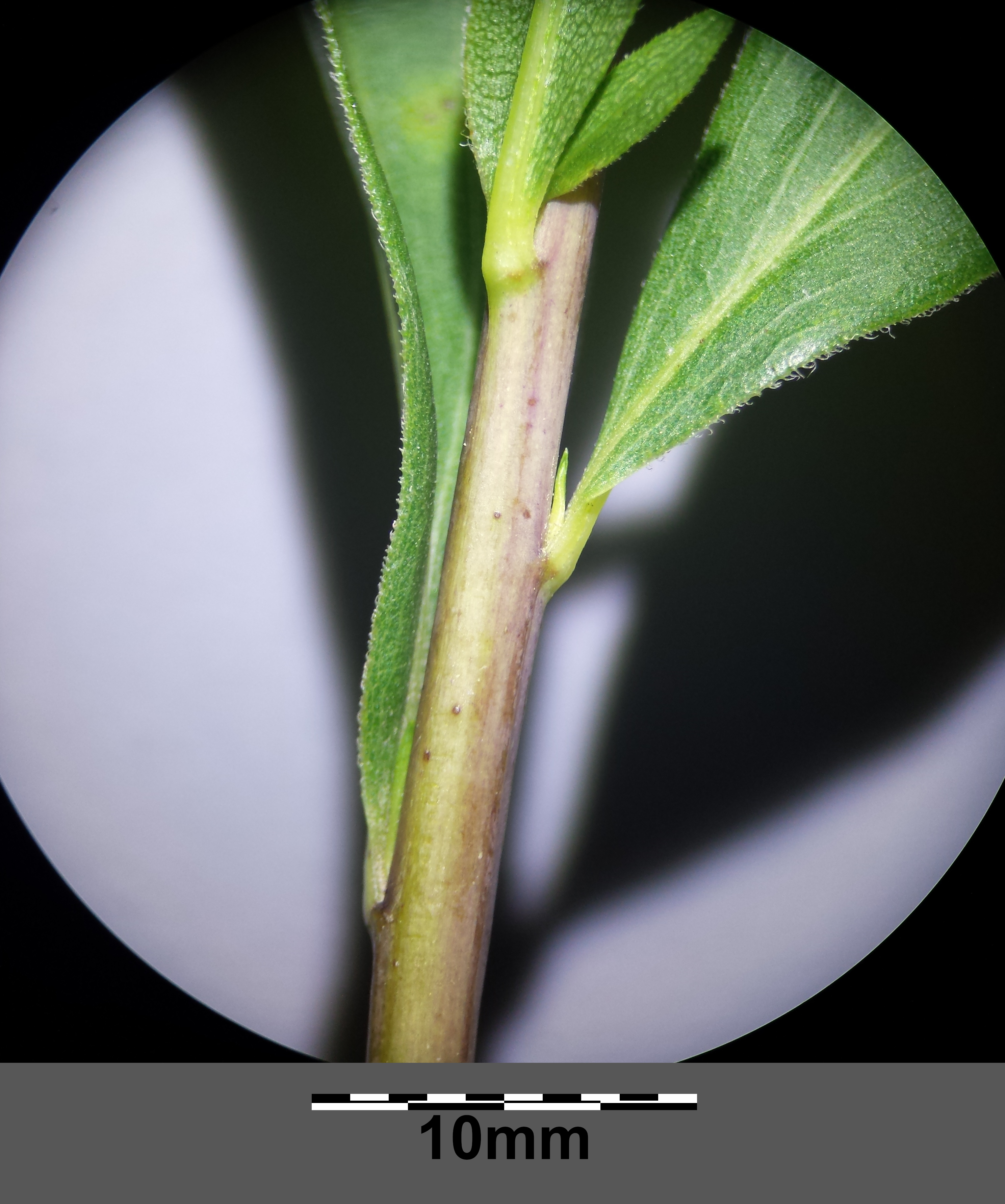
Стебель золотарника гигантского голый, часто с сизоватым налётом

Прикорневые листья отсутствуют. Стеблевые листья в количествах до 90 на стебель очерёдные, простые, продолговатые до ланцетных, наиболее крупные в средней части стебля, 8—18 см длиной и 1—3 см шириной. Жилкование перистое, с тремя более или менее чётко выраженными главными жилками, из которых средняя заметно толще боковых. Края листа на всём протяжении пильчатый, размер и острота зубцов существенно варьируют между популяциями, верхушка заострённая. Обе поверхности листовой пластинки обыкновенно голые, но снизу по жилкам некоторое опушение иногда присутствует. К цветению нижние листья обычно отмирают, но новые верхушечные могут продолжать образовываться. Для растений из природного ареала приводятся меньшие размеры листьев — нижние стеблевые 9,1—9,7 см длиной и 1—1,4 см шириной, средние и верхние — 5,5—7,5 см длиной и 0,7—1,2 см шириной.
Соцветия-корзинки собраны по 40—600 (у растений вторичного ареала — часто по 1200 и более) в несколько однобокое верхушечное пирамидальное, редко ромбическое или булавовидное, метельчатое общее соцветие, занимающее в среднем верхнюю треть стебля растения (доля соцветия может варьировать в пределах 10—60 % высоты растения). Веточки метёлки растопыренные, голые или опушённые, иногда с сизоватым налётом. Ножки корзинок 1,5—3 мм длиной, рыхло или густо опушённые, с 1—2 линейно-ланцетными прицветниками или без них. Обёртки колокольчатые, 2,5—4 мм длиной, трёх- — четырёхрядные, с неравными острыми листочками: наружные листочки ланцетные, внутренние линейно-ланцетные. Иногда в основании внешних листочков обёрток и по прицветникам присутствует железистое опушение.
Цветки ярко-жёлтые, двух типов — краевые ложноязычковые и срединные трубчатые. Ложноязычковые цветки в числе 9—15 и более, пестичные, язычок 1—3 мм длиной и 0,2—0,4 мм шириной. Трубчатые цветки в среднем в количестве 7—12, обоеполые, 3—3,5 мм длиной (во вторичном ареале — 4—8 мм длиной), зубцы язычка 0,6—1 мм длиной.

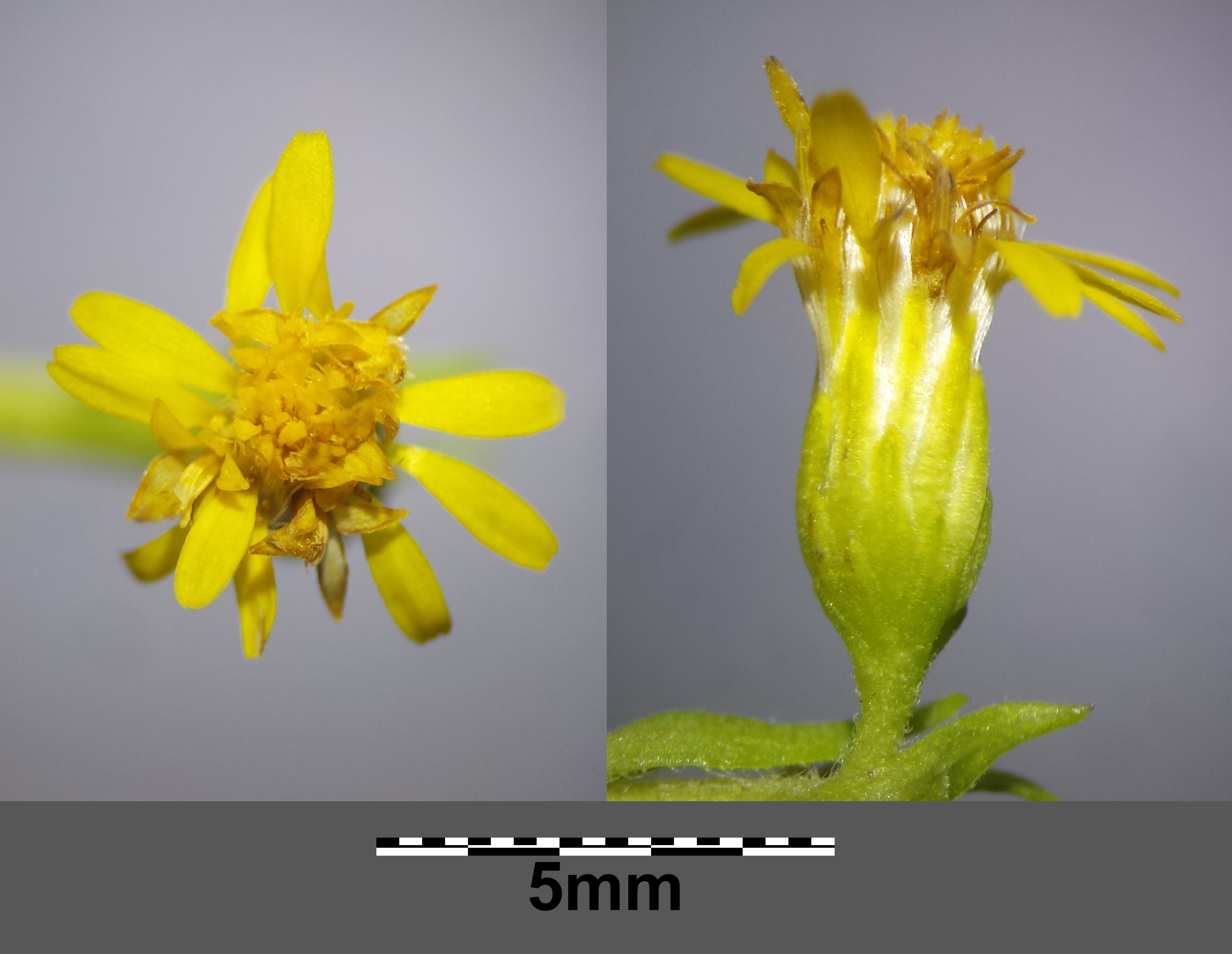
Краевые цветки в соцветиях ложноязычковые, срединные — трубчатые

Семянки 1—1,8 мм длиной, рыхло опушённые, с буроватым хохолком 2—2,5 мм длиной. Практически все растения способны к плодоношению в первый же год жизни, один стебель золотарника может давать до 19 тысяч семянок.
Самонесовместимое насекомоопыляемое растение, способное к активному распространению посредством вегетативного размножения — с помощью ползучих корневищ.
Гипокотиль у проростков в среднем 5 мм длиной, семядоли 2—2,8 мм длиной. Размеры первых листьев существенно зависят от температуры.

## Распространение
Естественный ареал золотарника гигантского — Северная Америка от юго-западной и юго-восточной частей США до Северо-западных территорий Канады, между 55-й и 30-й параллелями северной широты. В западной части ареала — на Великих равнинах и по долинам юго-востока Британской Колумбии, юго-востока Вашингтона, севера Айдахо и востока Монтаны — встречаются гексаплоидные растения, описанные как Solidago gigantea var. shinnersii. Типовая (номинативная) разновидность S. gigantea var. gigantea — диплоидная и тетраплоидная — распространена в восточной части ареала.

### Инвазия и вторичный ареал
В 1758 году растение было впервые завезено в Европу, когда стало выращиваться в Ботанических садах Кью Филипом Миллером. Впоследствии культивировалось во многих ботанических садах Европы — во Франции, Швейцарии и Германии. Первые сведения о расселении с мест культивирования в Германии относятся к 1832 году, в Австрии популяция одичавшего золотарника гигантского обнаружена в 1857 году. По-видимому, интенсивное распространение золотарника в Европе началось после 1850-х годов, причём скорость увеличения вторичного ареала на основе гербарных данных оценена в 910 км² в год. К 1950-м годам растение уже встречалось от Пиренейского и Апеннинского полуостровов до Скандинавии и Восточной Европы.

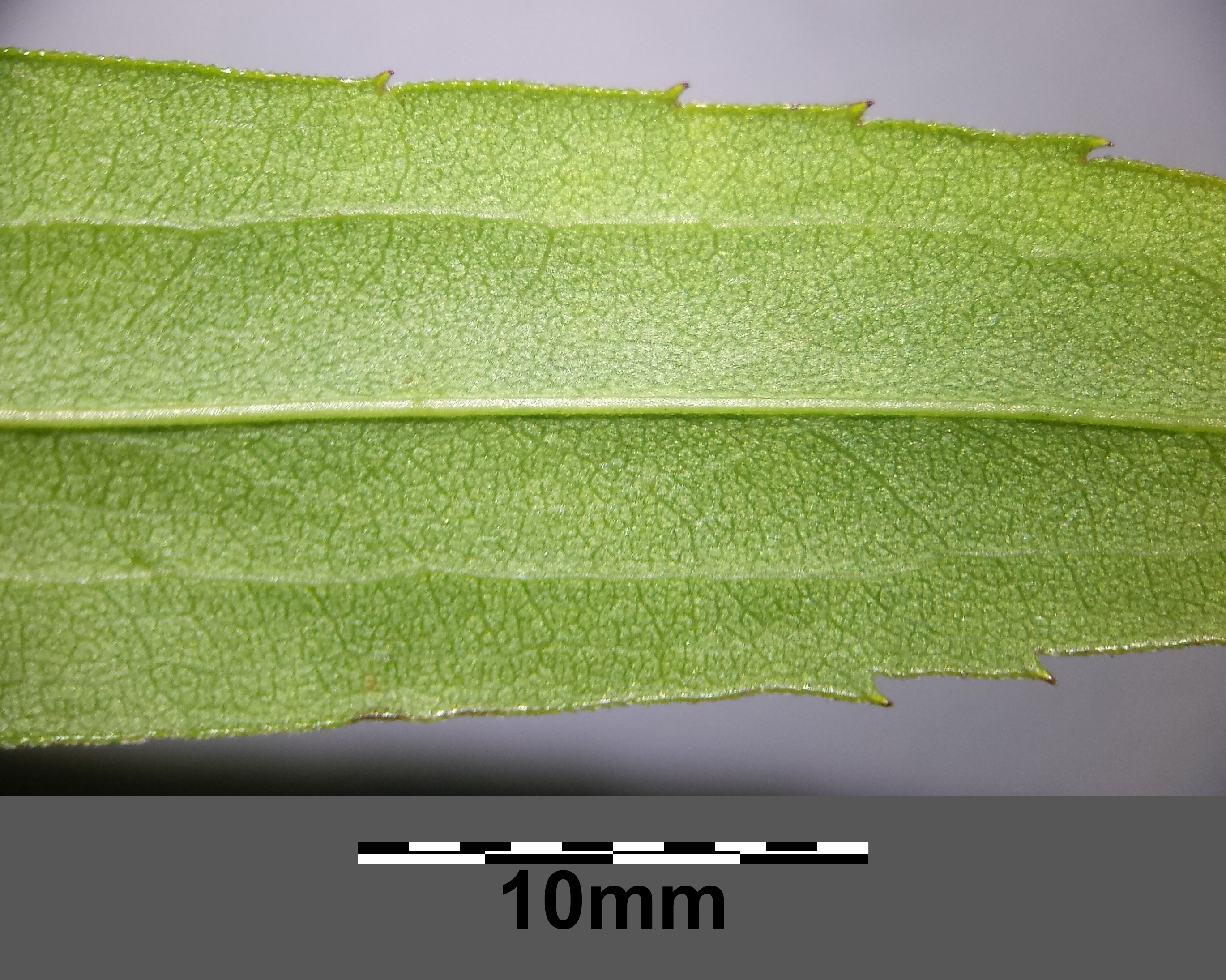
Листья обычно голые, с пильчатым краем

К 2005 году золотарник гигантский в Европе распространился от 63-й до 42-й параллели северной широты, натурализовался в Японии, Корее и на Дальнем Востоке России, на Азорских островах, в Австралии и Новой Зеландии, на Гавайях.
В России растение впервые было обнаружено в 1868 году в Воронежской области. Широкое распространение в Европейской части России началось, вероятно, в 1980-х годах (возможно, несколько раньше — растения часто принимались за другой инвазивный североамериканский вид — золотарник канадский). В 1980 году растение было собрано в Калужской области, в 1982 году — в Подмосковье. В настоящее время широко распространено в Средней полосе России — в Московской, Калужской, Владимирской, Тверской, Ивановской, Нижегородской, Ярославской, Липецкой, Курской областях.
Во вторичном ареале золотарник гигантский способен образовывать обширные монодоминантные заросли, в которых могут практически отсутствовать представители аборигенной флоры. По данным, приводимым для Германии, луговые сообщества со значительным участием золотарника гигантского в среднем составлены 12,5 видами, в то время как разнообразие на расположенных поблизости с первыми лугах без участия золотарника в два раза выше — 22,9 вида. В долинах рек становятся обычны заросли золотарника гигантского вместе с другими инвазивными видами — недотрогой желёзконосной, борщевиком Мантегацци, рейнутрией японской, подсолнечником клубненосным.

### Меры борьбы
Регулярное скашивание и обработка почвы культиватором позволяют существенно повлиять на плотность зарослей золотарника. Может использоваться и подсев конкурентоспособных видов местной флоры. В качестве эффективных мер для искоренения зарослей золотарника предложены ежегодное скашивание и мульчирование в течение трёх лет либо скашивание два раза в год без мульчирования также в течение трёх лет. Однократное ежегодное скашивание без мульчирования приводит к увеличению числа побегов золотарника (пусть и менее мощных). В качестве более щадящей обработки, оказывающей меньшее влияние на виды местной флоры (по крайней мере в речных долинах), предложено затапливать участки с золотарником на 10 дней и более длительные сроки. Для уничтожения плотных зарослей участки можно накрывать непрозрачной плёнкой на три месяца. Поскольку такие жёсткие меры приводят и к гибели других растений (и открывают участок для проникновения других инвазивных видов), такая мера допускается только в сочетании с последующим незамедлительным высевом бобовых и других видов местной флоры.

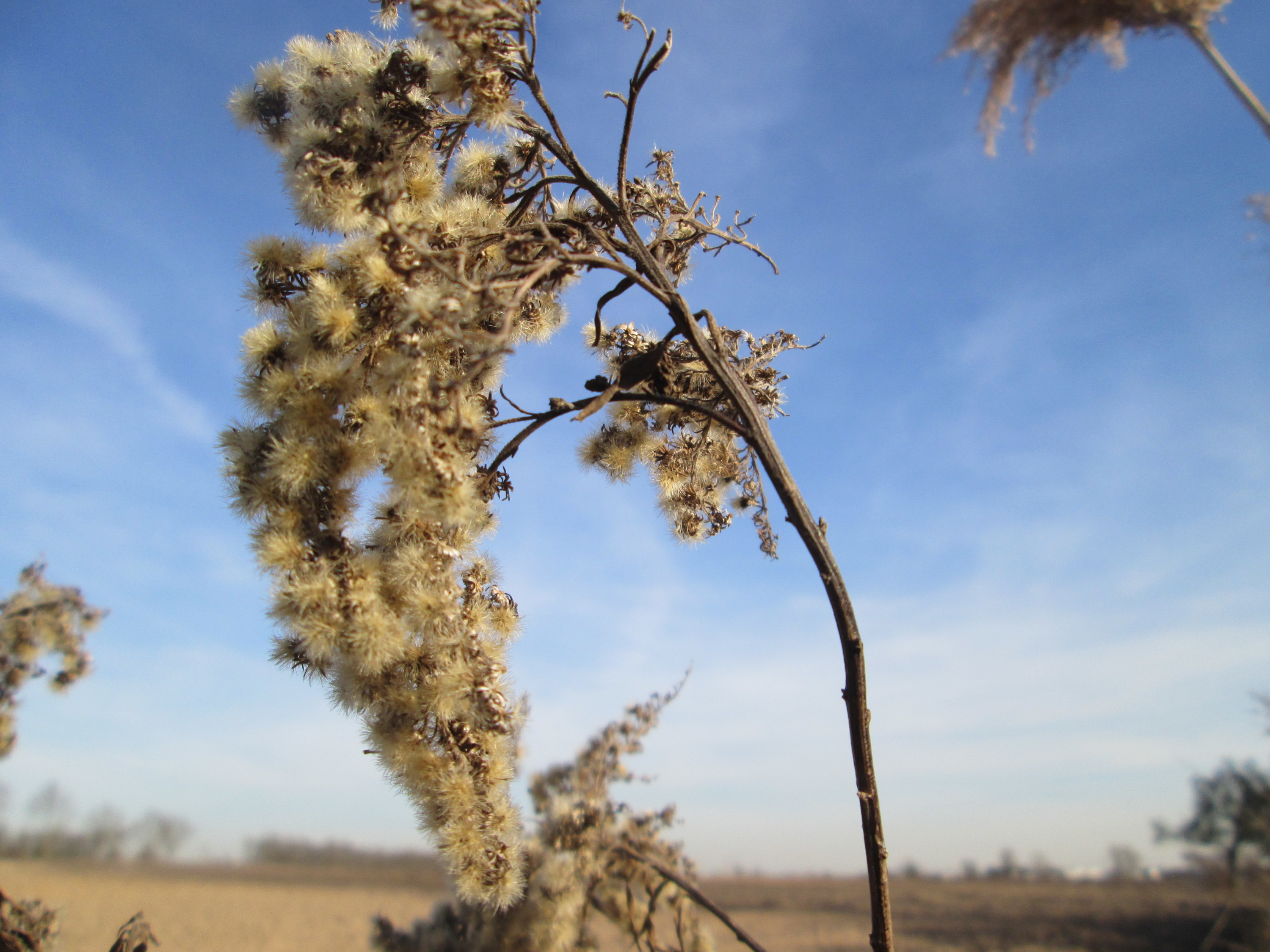
Золотарник гигантский образует тысячи летучих семянок. Семянки с буроватым хохолком

В качестве агентов биологического контроля инвазивных в Европе видов золотарника предложены четыре вида насекомых — пестрокрылка Eurosta solidaginis, выемчатокрылая моль Gnorimoschema gallaesolidaginis, листовёртки Phaneta formosana и Epiblema scudderiana, личинки которых питаются североамериканскими золотарниками, вероятно, избегая европейский золотарник обыкновенный.

## Консортивные связи
Золотарник — самонесовместимое насекомоопыляемое растение. В естественном ареале среди опылителей растения — пчёлы, шмели, журчалки, жук-мягкотелка Chauliognathus pensylvanicus. В Европе обычные опылители цветков золотарника гигантского — различные жуки-гладыши, мухи, журчалки, пчёлы, муравьи, роющие осы, скорпионницы.
В естественном ареале вредителями золотарника являются пестрокрылки Eurosta solidaginis, галлицы рода Rhopalomyia. Питаются растением тли видов Uroleucon, жуки-листоеды Trirhabda. В Европе фитофаги существенного влияния на популяции золотарника не оказывают, хотя различные части растения употребляет в пищу множество различных насекомых, отмечены случаи поедания растения кроликами. Большинство из этих насекомых — неспецифичные фитофаги, только пчела-коллетида Colletes daviesanus питается нектаром исключительно сложноцветных.
Среди патогенов листьев золотарника гигантского в Северной Америке указываются ржавчинные грибы Puccinia dioicae и Coleosporium solidaginis, а также мучнистая роса Erysiphe cichoracearum. Сообщалось о поражении листьев золотарника в Европе и Корее мучнисторосяным грибом Erysiphe asterum. В Европе на золотарнике гигантском был выявлен Coleosporium solidaginis, также занесённый из Северной Америки.
Вступает в арбускулярную микоризу.

## Химические свойства и значение
Лекарственное растение, содержащее в своём составе эфирное масло, дубильные вещества, сапонины и флавоноиды. Может использоваться для лечения болезней мочевого пузыря и почек, обладает спазмолитическим и мочегонным действием. Экстракт золотарника обладает противогрибковой активностью.
Ценный медонос и пергонос.
В Европе золотарник активно выращивался в качестве декоративного обильноцветущего растения, нередко продолжает культивироваться в садах и на приусадебных участках, откуда распространяется на новые территории.
С 1895 года золотарник гигантский (как Solidago serotina) является официальным цветком штата Небраска.

## Таксономия
Диагноз вида был опубликован в 3-м томе каталога растений, выращиваемых в Ботанических садах Кью, Hortus Kewensis (1789) шотландского садовода Уильяма Айтона (1731—1793). В составлении описаний для этого тома принимал значительное участие шведский ботаник Юнас Карлссон Дрюандер (1748—1810).
Вид описан по растениям, культивируемым в Кью Филипом Миллером. Голотип хранится в Британском музее (BM) в Лондоне, собран в 1778 году.
Solidago gigantea Aiton, Hort. Kew. 3: 211 Архивная копия от 24 февраля 2020 на Wayback Machine (1789).

Solidago с прямым голым стеблем, голыми пильчатыми листьями с жёстким краем, с боковыми метельчатыми кистями, с жёстко опушёнными цветоносами, с укороченными язычками.
Gigantic Golden-rod.
Родина — Северная Америка.
Культивируется с 1758 года Филипом Миллером.
Цветёт в августе — сентябре.
Оригинальный текст (лат.)
S[olidago] caule erecto glabro, foliis glabris serratis margine scabris, racemis paniculatis secundis, pedunculis hirtis, ligulis abbreviatis.
Gigantic Golden-rod.
Nat[ive] of North America.
Cult[ivated] 1758, by Mr. Philip Miller.
Fl[owers] August and September.

— Aiton W. Hortus Kewensis; or, A Catalogue of the Plants Cultivated in the Royal Botanic Garden at Kew. — London: George Nicol, 1789. — Vol. 3. — P. 211.

### Систематическое положение и внутривидовое деление
Золотарник гигантский в системе рода Solidago Гая Несома, опубликованной в 1993 году, относится к подсекции Triplinerviae секции Solidago подрода Solidago. Помимо этого вида, в состав подсекции включены ещё около 15 американских видов, типовым видом подсекции является Solidago canadensis L. (золотарник канадский). Для видов подсекции характерно наличие удлинённых корневищ, пильчатых ланцетовидных листьев с тремя главными жилками, достаточно равномерно расположенных по стеблю, общего соцветия — пирамидальной метёлки, листочков обёртки с одной жилкой, опушённых семянок с оттянутой верхушкой щетинок хохолка.
Весьма изменчивый и сложный в таксономическом отношении вид, включающий диплоидные (2n = 18), тетраплоидные (2n = 36) и гексаплоидные (2n = 54) расы (сообщалось также о единичных случаях выявления триплоидных и пентаплоидных растений). Жан Ромюальд Бодри (1974) предлагал считать хромосомные расы самостоятельными видами, используя название Solidago gigantea для диплоидных форм, а для тетраплоидов и гексаплоидов — названия S. serotina и S. shinnersii соответственно. Основными морфологическими признаками, использованными им для различения этих групп, являлись характер опушения и форма листовой пластинки. Гэри Мортон (1984) указал, что данные признаки у этих хромосомных рас в значительной мере перекрываются и не могут служить в качестве диагностических, и посчитал невозможным разделять Solidago gigantea на группы внутривидового и тем более видового ранга.
Во Flora of North America (2006), где род Solidago обработан Джоном Семплом и Рейчел Кук, в пределах вида, следуя Г. Мортону, не выделяется никаких определённых таксономических групп.
В 2017 году научная группа Дж. Семпла на основании статистического анализа множества морфологических признаков признала возможным выделить в пределах вида две разновидности — диплоидную и тетраплоидную Solidago gigantea Aiton var. gigantea и гексаплоидную S. gigantea var. shinnersii (Beaudry) Beaudry. Гексаплоидная разновидность встречается в регионе Великих равнин и в горах Каскадии. Тетраплоидная и диплоидная разновидности распространены преимущественно восточнее, причём тетраплоиды встречаются чаще на протяжении основной части ареала, однако на юге Пидмонта и в пределах Примексиканской низменности распространены практически исключительно диплоиды.

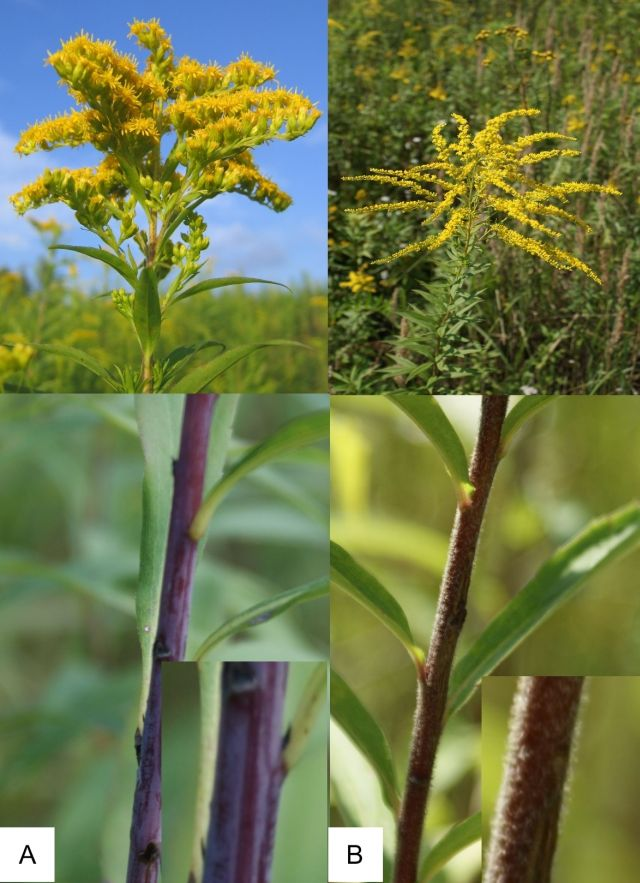
Основные отличительные признаки золотарника гигантского (слева) и золотарника канадского (справа)

Для гексаплоидов Великих равнин Solidago gigantea var. shinnersii характерны широколанцетные — до узкояйцевидных — листовые пластинки в средней части стебля, обёртки корзинок, длина которых близка к верхней границе для вида, и, иногда, железистое опушение в соцветии.
Во вторичном ареале в Европе и Восточной Азии отмечаются исключительно тетраплоидные растения.
В современной классификации внутривидовые таксоны в качестве самостоятельных не выделяются.

#### Близкие виды и гибридизация
Золотарник гигантский — наименее опушённый вид подсекции Triplinerviae. В Северной Америке наиболее трудноотличим от Solidago lepida DC., традиционно определяемого по наличию железистого опушения в соцветии, однако у некоторых форм золотарника гигантского такое опушение также иногда выявляется. В качестве более подходящего критерия для различения этих видов предложен характер ветвления соцветия: у золотарника гигантского метёлка более открытая, пирамидальная, менее облиственная, чем у S. lepida.
От других интродуцированных в Евразию североамериканских видов — золотарника канадского (Solidago canadensis) и золотарника высочайшего (Solidago altissima), наличие которого в Европе было подтверждено в 2017 году, — хорошо отличается голым, часто сизоватым стеблем, образованием длинных ползучих корневищ, более плотной метёлкой, буроватой окраской щетинок хохолка семянок.
Имеются сообщения о гибридизации в Северной Америке золотарника гигантского и золотарника канадского, по другим данным, однако же, эти виды между собой не гибридизуют. В Европе неоднократно отмечались случаи гибридизации между адвентивными золотарниками и аборигенным видом золотарником обыкновенным. В 2016 году из Литвы описан гибрид золотарника гигантского и золотарника обыкновенного — Solidago ×snarskisii Gudž. & Žaln. Гибрид золотарника обыкновенного с золотарником канадским Solidago ×niederederi Khek был описан ещё в 1905 году из Австрии.

### Таксономическое положение[19]
Solidago gigantea Aito., 1789, Hort. Kew. [W. Aiton] 3: 211
Вид Золотарник гигантский  относится к роду Золотарник семейства Астровые (Asteraceae) порядка Астроцветные (Asterales). Кладограмма в соответствии с Системой APG IV по состоянию на июнь 2023 года:
|  |                                      |  |                                   |                                   |                    |  | ещё 10 семейств | ещё 10 семейств |                       |  |  |  | еще 127 подтвержденных видов и 157 таксонов, ожидающих подтверждения |
|  |                                      |  |                                   |                                   |                    |  | ещё 10 семейств | ещё 10 семейств |                       |  |  |  | еще 127 подтвержденных видов и 157 таксонов, ожидающих подтверждения |
|  |                                      |  |                                   | порядок Астроцветные              |                    |  |                 |                 | род Золотарник        |  |  |  |                                                                      |
|  |                                      |  |                                   | порядок Астроцветные              |                    |  |                 |                 | род Золотарник        |  |  |  |                                                                      |
|  | отдел Цветковые, или Покрытосеменные |  |                                   |                                   | семейство Астровые |  |                 |                 | Золотарник гигантский |  |  |  |                                                                      |
|  | отдел Цветковые, или Покрытосеменные |  |                                   |                                   | семейство Астровые |  |                 |                 |                       |  |  |  |                                                                      |
|  |                                      |  | ещё 63 порядка цветковых растений | ещё 63 порядка цветковых растений |                    |  |                 | ещё 1787 родов  | ещё 1787 родов        |  |  |  |                                                                      |
|  |                                      |  |                                   | ещё 63 порядка цветковых растений |                    |  |                 |                 | ещё 1787 родов        |  |  |  |                                                                      |

#### Синонимы
- Aster latissimifolius var. serotinus  Kuntze
- Doria dumetorum  (Lunell) Lunell
- Doria pitcheri  (Nutt.) Lunell
- Solidago cleliae  DC.
- Solidago deflexa  Moench
- Solidago dumetorum  Lunell
- Solidago fragrans  Hort.Par. ex A.Gray
- Solidago gigantea subsp. gigantea
- Solidago gigantea subsp. serotina  (Kuntze) McNeill
- Solidago gigantea var. leiophylla  Fernald
- Solidago gigantea var. pitcheri  (Nutt.) Shinners
- Solidago gigantea var. serotina  (Kuntze) Cronquist
- Solidago gigantea var. shinnersii  Beaudry
- Solidago glabra  Desf.
- Solidago pitcheri  Nutt.
- Solidago sera  J.F.Gmel.
- Solidago serotina  Aiton
- Solidago serotina f. serotina  –
- Solidago serotina var. gigantea  (Aiton) A.Gray
- Solidago serotina var. minor  Hook.
- Solidago serotina var. serotina
- Solidago serotinoides  Á.Löve & D.Löve
- Solidago shinnersii  (Beaudry) Beaudry
- Solidago somesii  Rydb.